# Kongens Fødselsdag (maleri)
 For alternative betydninger, se Kongens Fødselsdag. (Se også artikler, som begynder med Kongens Fødselsdag)
Kongens Fødselsdag eller Kongens Fødselsdag. Vagtparaden i Galla trækker op gennem Østergade er et maleri af Paul Fischer fra 1925, det blev solgt på Bruun Rasmussen  Kunstauktioner 19. september 2017 for 2,1 millioner kroner.
Da maleriet for Den Kongelige Livgarde havde  stor affektionsværdi havde man forud for auktionen efterlyst en gavmild sponsor, der  kunne sikre maleriet en plads i Livgardens Historiske Samling - eller  som minimum holde det på danske hænder.